# Ian Watt
Ian Watt nasceu em 1917, estudou em Cambridge, serviu na Segunda Guerra Mundial e foi capturado pelos japoneses durante a queda de Singapura, tornando-se prisioneiro de guerra no rio Kwai por três anos e meio. Trabalhou como professor, transferiu-se de Cambridge para a Universidade da Califórnia em Berkeley (1952-1962), depois para a Universidade de East Anglia (1962-1964) e finalmente para a Universidade de Stanford, onde foi professor-titular de inglês a partir de 1964. 
É autor de A Ascensão do Romance (1957) - livro considerado pela crítica um clássico sobre as origens e a formação do romance como forma literária - . Escreveu, ainda, de Conrad in the Nineteeth Century (1979) e de Conrad in the Twentieth Century. Além dessas,  escreveu ensaios diversos sobre Jane Austen, Henry James, crítica literária e experiências de prisioneiros de guerra.